# Mannington (Virginia Occidentale)
Mannington è un comune degli Stati Uniti d'America, nella contea di Marion nello Stato della Virginia Occidentale.